# Schraffur in der Kunst

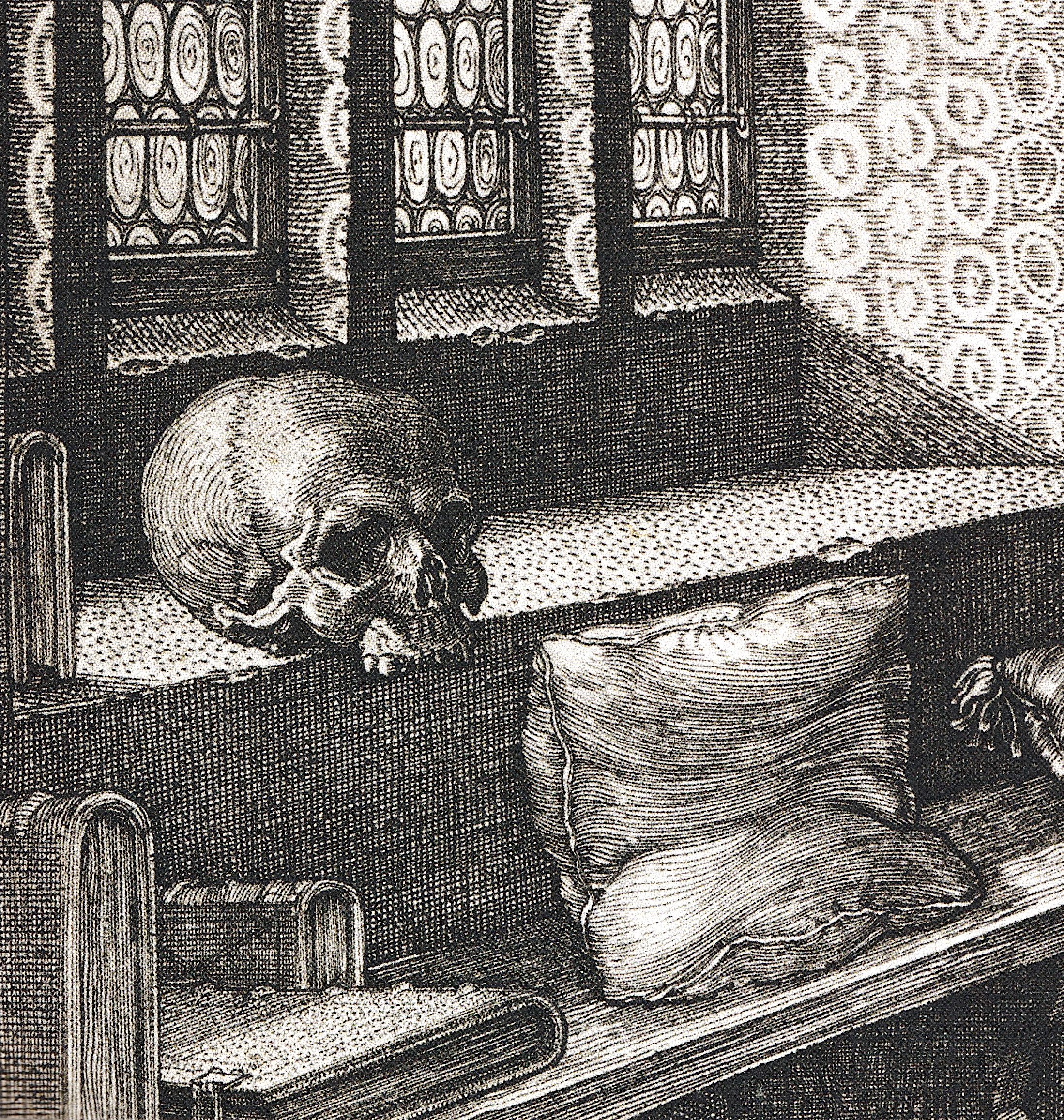
Verschiedene Schraffurarten. Albrecht Dürer: Hieronymus im Gehäus, 1514, Ausschnitt.

Die Schraffur in der Kunst ist eine zeichnerische Technik, die meist aus parallelen Linien besteht. Die Schraffur (von italienisch sgraffiare, „kratzen“, englisch hatching, französisch hachure) dient vor allem dazu, verschiedene Tonwerte (Grauwerte) zu erzeugen. Darüber hinaus können Körperrundungen, Licht- und Schatteneffekte und Strukturen dargestellt werden oder es werden unterschiedliche Bereiche oder Flächen hervorgehoben. Künstler wenden die Technik in der künstlerischen Zeichnung, der technischen Zeichnung, Druckgrafik, Illustration, bei Skizzen, Comics und in modernen Medien an.

## Beschreibung
Im engeren Sinn besteht eine Schraffur aus parallelen Linien, die gerade oder gekrümmt, durchgehend oder unterbrochen sein können. Im weiteren Sinn bezeichnet eine Schraffur ein Geflecht aus Linien, die frei geformt sein können. Dunklere Tonwerte lassen sich erzeugen durch:
- geringeren Abstand zwischen den Linien bzw. durch mehr Linien,
- breitere Linien,
- weniger Unterbrechungen der Linien,
- mit größerem Druck ausgeführte Linien und
- durch mehr Überschneidungen der Linien.[3]

## Schraffurarten
- Parallelschraffur: Die Parallelschraffur (auch einfache Schraffur, klassische Schraffur, lineare Schraffur; englisch: hatching) ist die wichtigste Grundtechnik. Sie besteht aus parallel verlaufenden Strichlagen.[4] Je nach Richtung gibt es Senkrecht-, Schräg- oder Waagrechtschraffur.[5] Die Parallelschraffur ist auch geeignet, um Regen oder Bewegungseffekte (Speedlines) darzustellen.[6]
- Kreuzschraffur: Bei der Kreuzschraffur (englisch: cross hatching) werden über die erste Lage paralleler Linien zwei oder mehrere Lagen von parallelen Linien in verschiedenen Richtungen übereinandergelegt.[7] Mit dieser Technik lassen sich besonders dunkle Tonwerte erzielen.
- Formstrich oder Formschraffur: Bei dem Formstrich oder der Formschraffur (auch Formlinie, formgebende Linie, Konturschraffur; englisch: contour hatching) folgen die Linien der meist gerundeten Oberfläche oder Kontur des Gegenstandes. Damit wird die plastische Form verdeutlicht, beispielsweise ob es sich bei einem Kreis um eine flache Scheibe oder eine Kugel handelt. Außerdem wird die Hell-Dunkel-Wirkung verstärkt.[8] Zusätzlich ist die Formschraffur geeignet für Haare oder Falten, sowohl bei Kleidern als auch in Gesichtern.[9]
- Kreisschraffur: Bei der Kreisschraffur (englisch: squiggl hatching) wird die Fläche mit lockeren, kleinen Kreisen, Kringeln oder Schnörkeln gestaltet. Es entsteht eine lebendige Textur.
- Kritzelschraffur: Bei der Kritzelschraffur (auch wilde Schraffur, Gekritzel; englisch: scribble hatching) wird die Oberfläche mit Kritzellinien gefüllt, die sich mehr oder weniger überlappen. Es entsteht eine lebendige, interessante, organische Textur.[10]
- Patch-Schraffur: Die Patch-Schraffur (auch Fleckenschraffur; englisch: patch hatching) besteht aus kleinen Flächen mit Parallelschraffur, die jeweils eine andere Strichrichtung besitzen. Der Vorteil dieser Technik ist, dass keine langen geraden Linien gezogen werden müssen.[11]
- Schummern oder flache Schraffur: Auch das Schummern oder die flache Schraffur gehört zu den Schraffurarten, obwohl kaum oder keine Linien sichtbar sind. Der Stift wird mit einem schräg gehaltenen Stift in geraden parallelen oder kreisförmigen Bewegungen geführt. Es entsteht eine annähernd gleichmäßig graue Fläche und die Papierstruktur bleibt sichtbar. Sie eignet sich für größere Flächen.[12]
- Punktschraffur: Die Punktschraffur (auch Punktierung, Tüpfeln; englisch: dot shading) besteht aus Punkten. Sie eignet sich zum Zeichnen mit Tinte, da feine Abstufungen mit Punkten leichter gelingen als mit Linien.[13] Da Linien fehlen, handelt es sich eigentlich nicht um eine richtige Schraffur.[14]

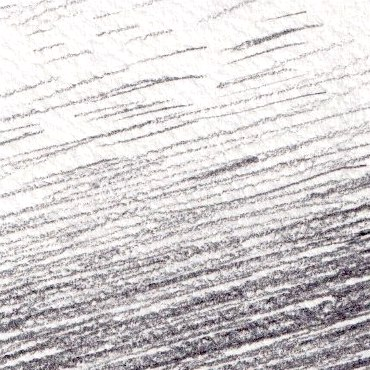
Parallelschraffur
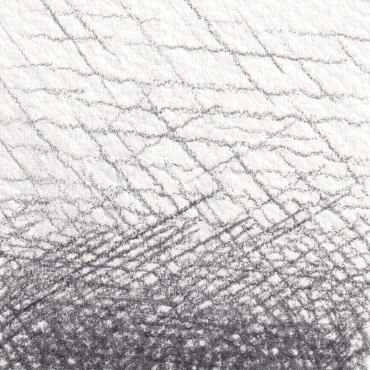
Kreuzschraffur
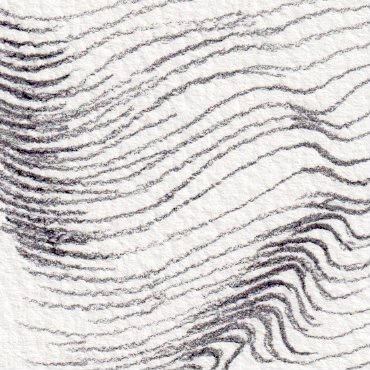
Formstrich oder Formschraffur
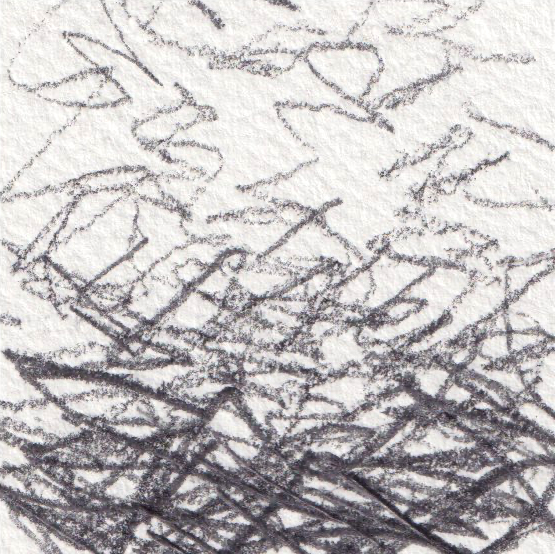
Kritzelschraffur
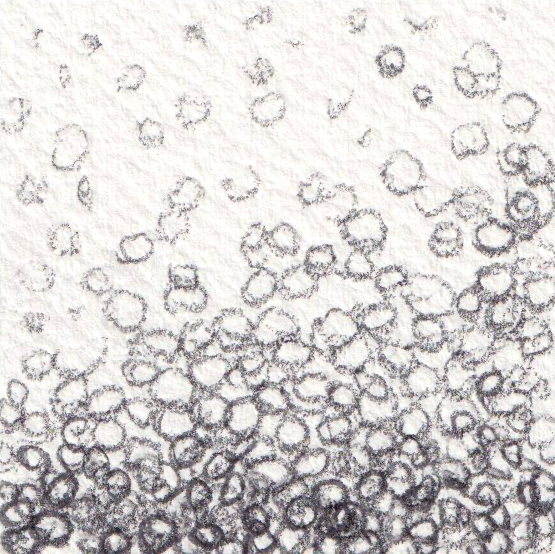
Kreisschraffur
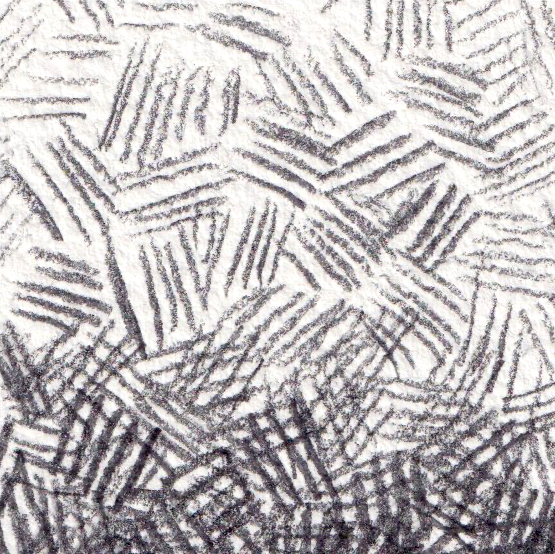
Patch-Schraffur
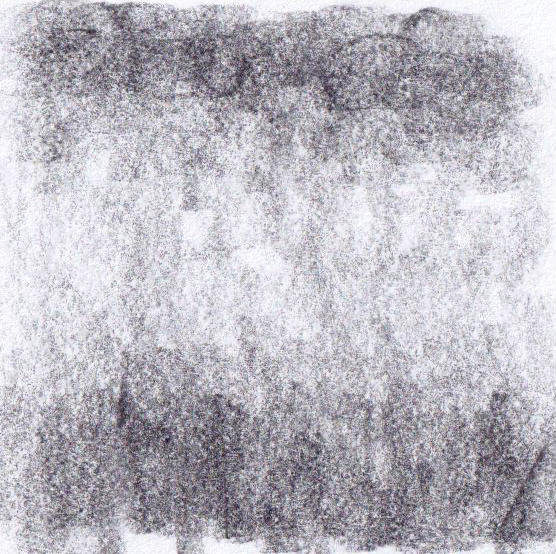
Schummern oder flache Schraffur
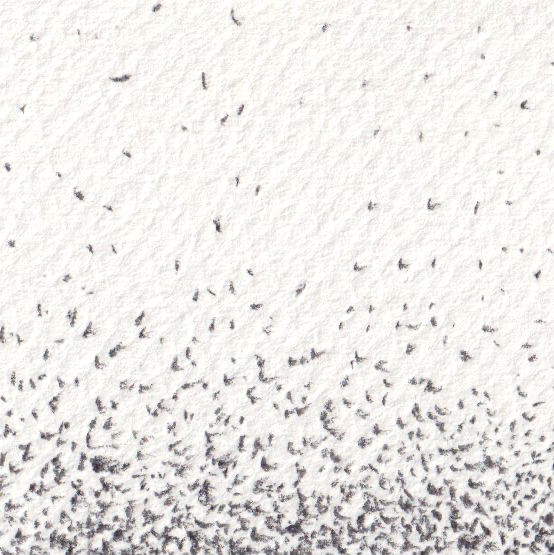
Punktschraffur

## Geschichte
Einer der ersten, die die Schraffur beim Kupferstich verwendeten, war der um 1450 lebende Kupferstecher Meister E. S. (um 1420 – um 1468). Später nutzten die meisten Künstler die verschiedenen Schraffurarten in ihren Drucken, Skizzen oder Zeichnungen. Dazu gehören Albrecht Dürer (1471–1528), Rembrandt van Rijn (1606–1669) oder Paul Klee (1879–1940) – um nur einige wenige zu nennen.

## Beispiele in der Kunst

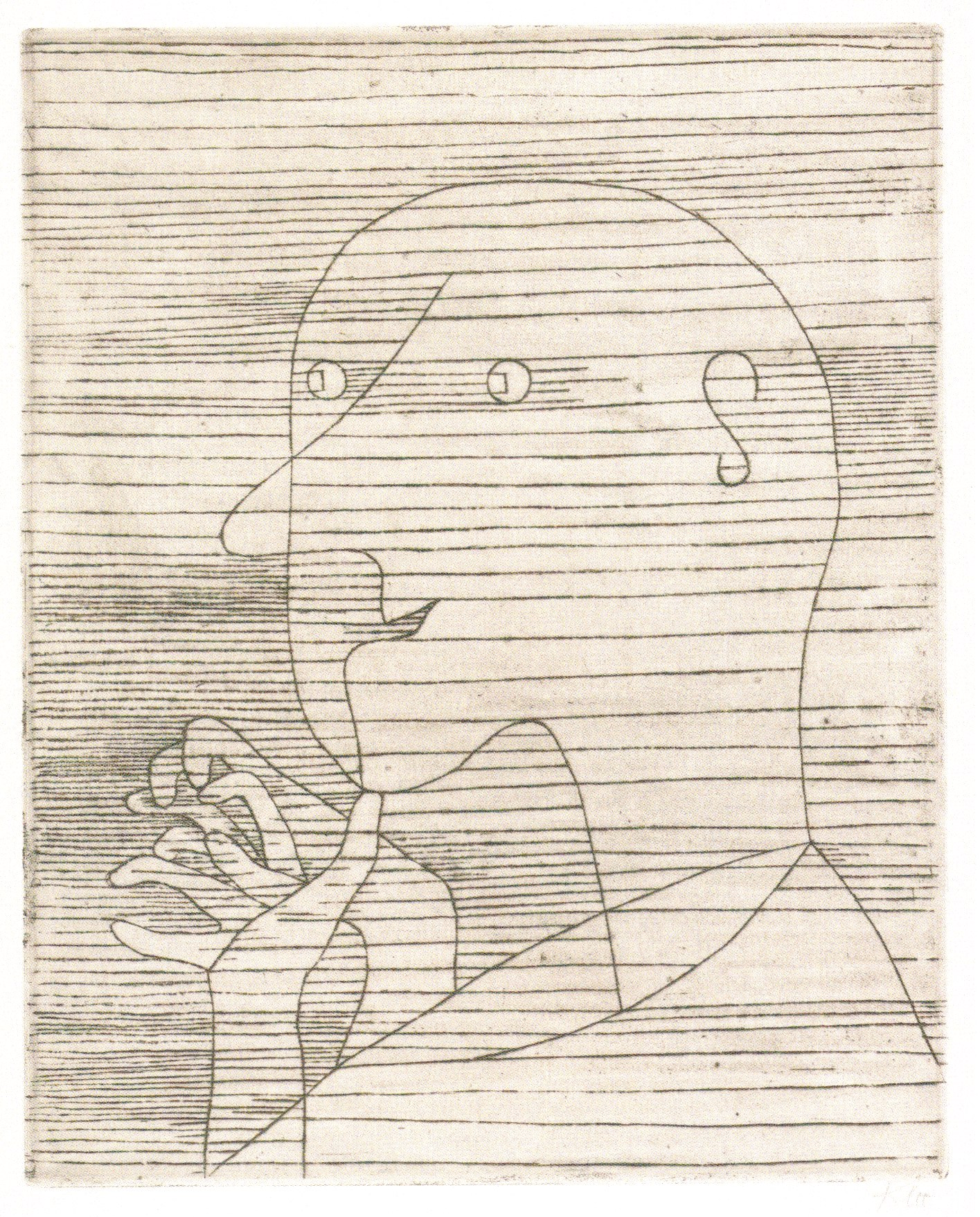
Parallelschraffur. Paul Klee: Rechnender Greis, 1929
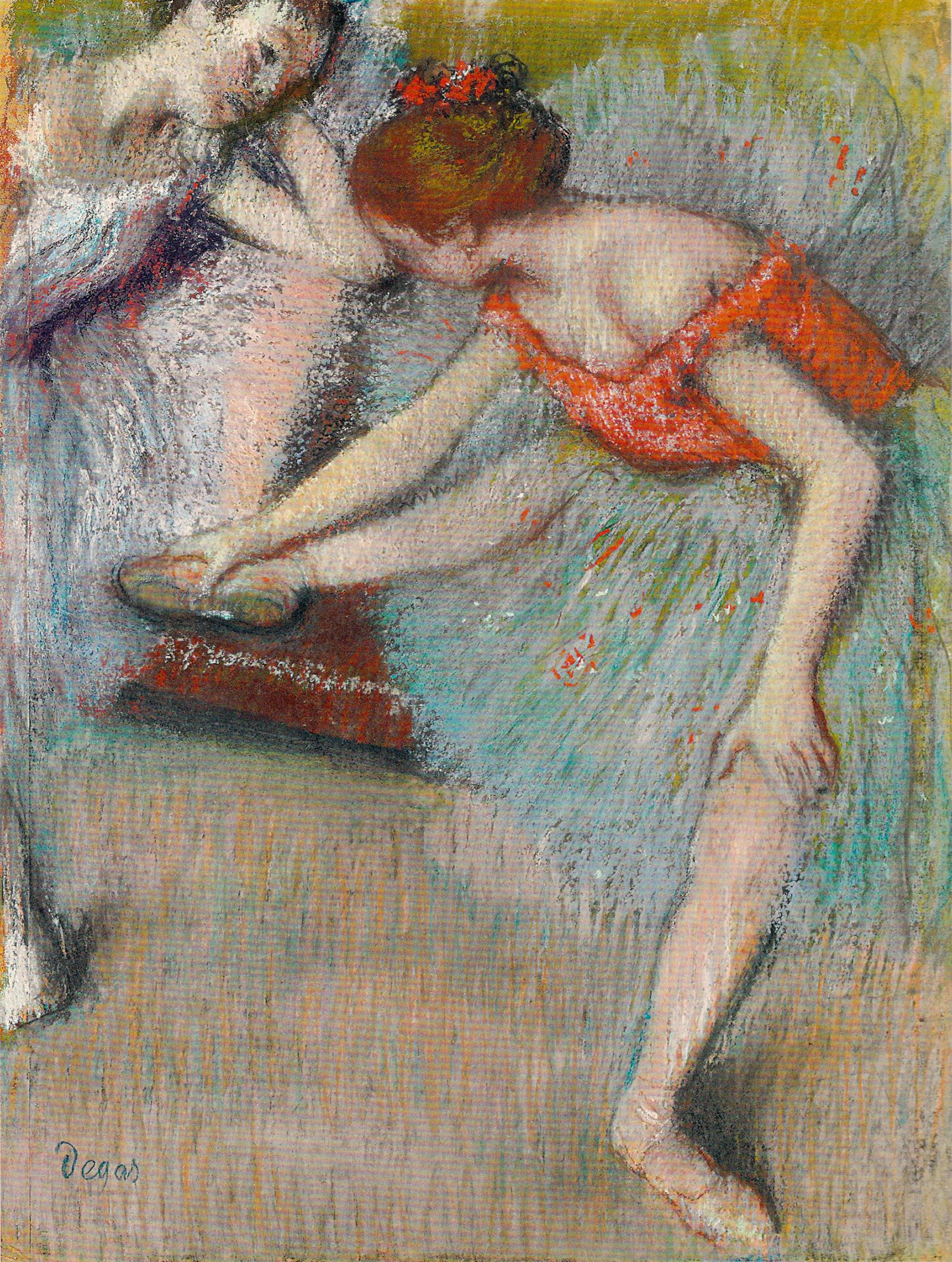
Parallelschraffur. Edgar Degas: Tänzerinnen, um 1896
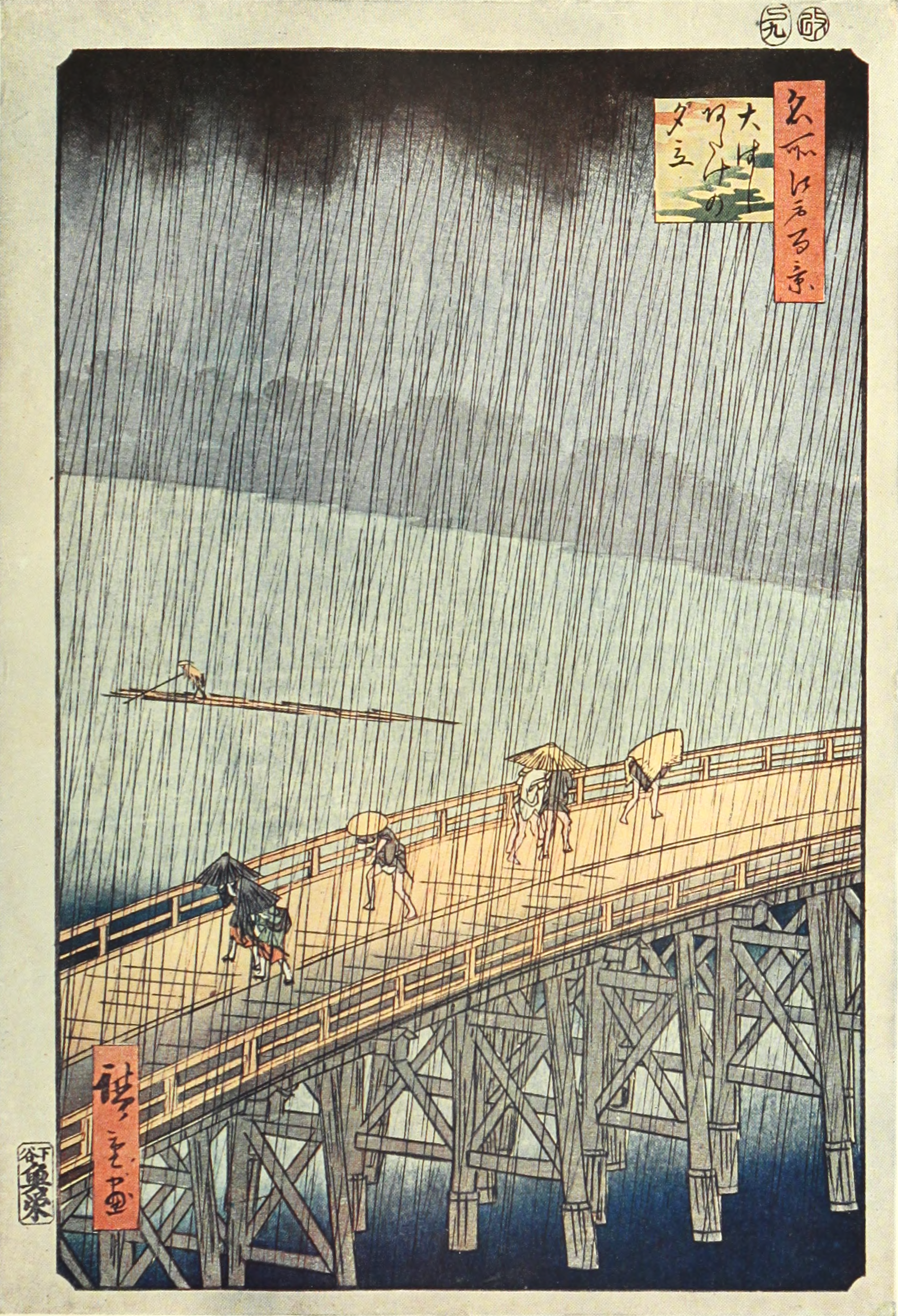
Parallelschraffur. Ando Hiroshige: Brücke im Regen, 1910
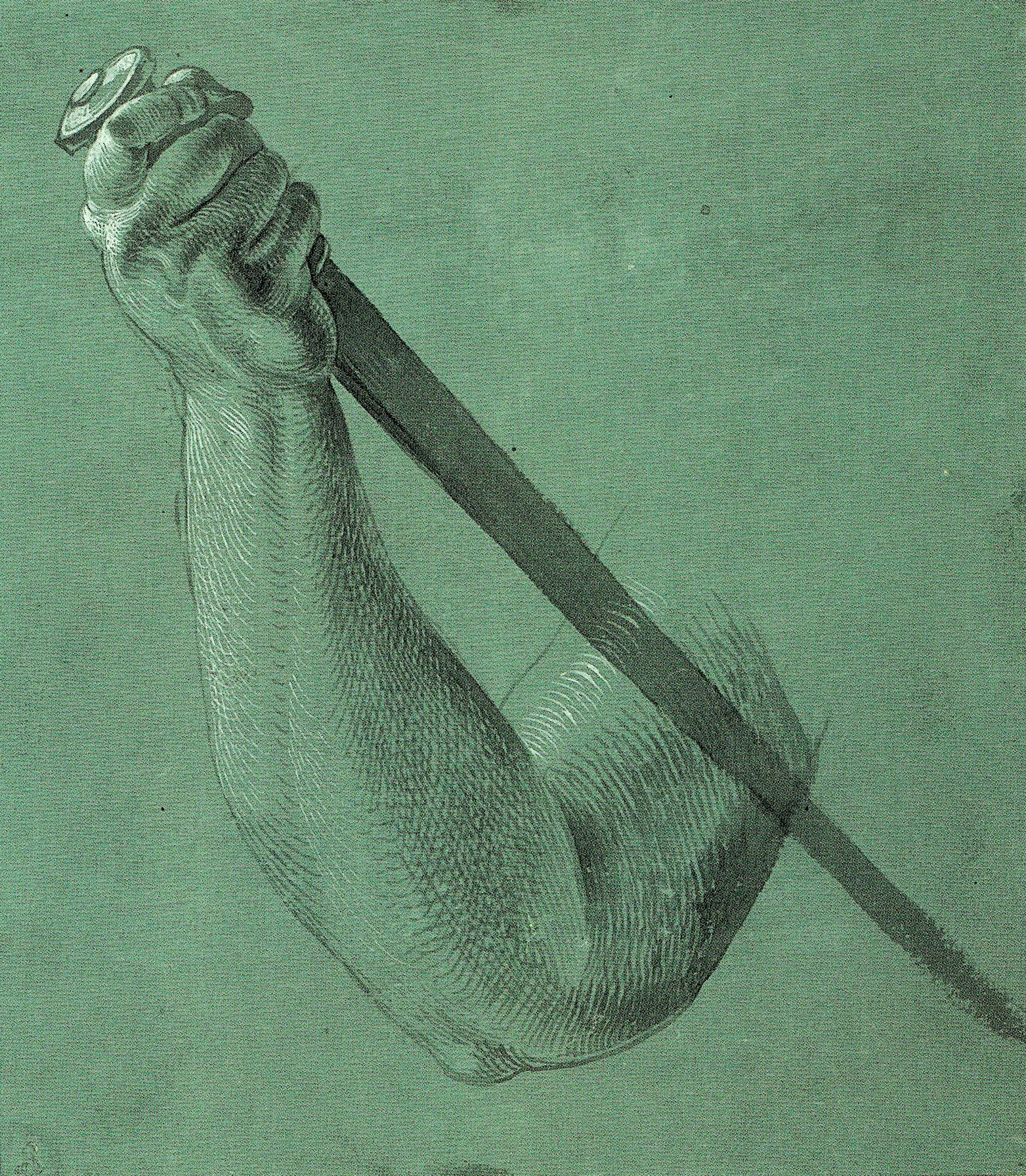
Formstrich. Albrecht Dürer: Arm mit Dolch, 1508
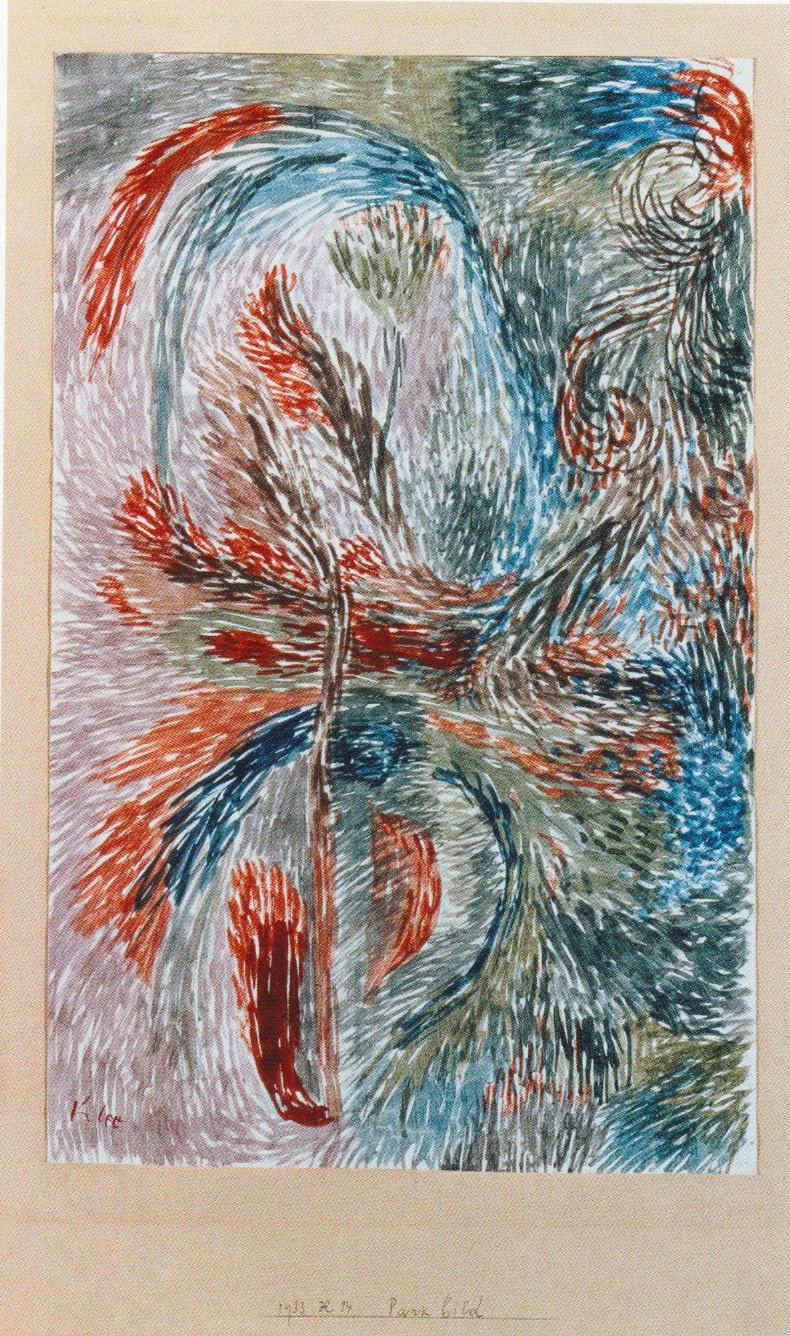
Formstrich. Paul Klee: Park Bild, 1933
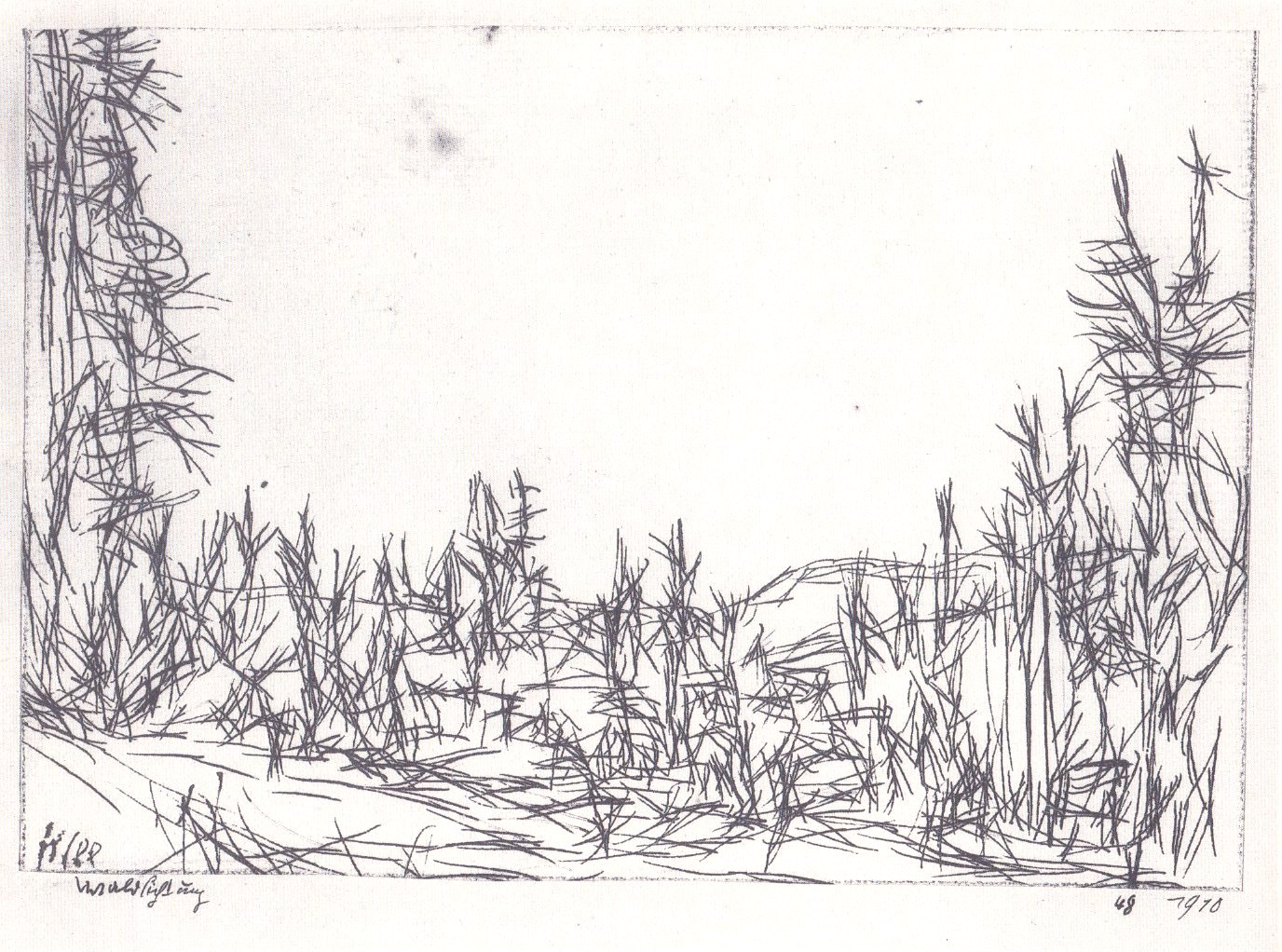
Kritzelschraffur. Paul Klee: Waldlichtung der Waldegg nach Ostermundingen zu, 1910
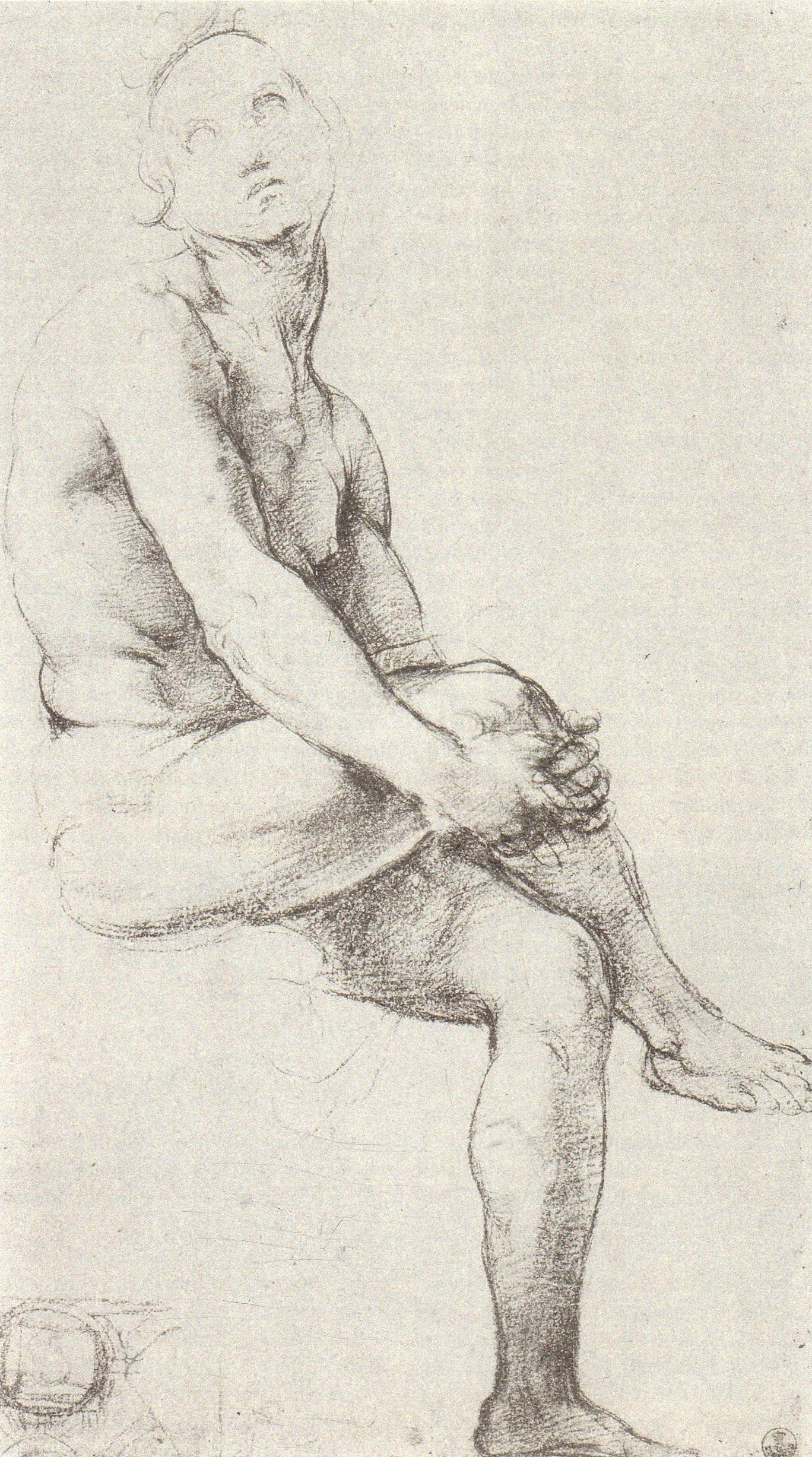
Schummern. Raffael: Aktstudie zu einer sitzenden Figur (Adam), 1509
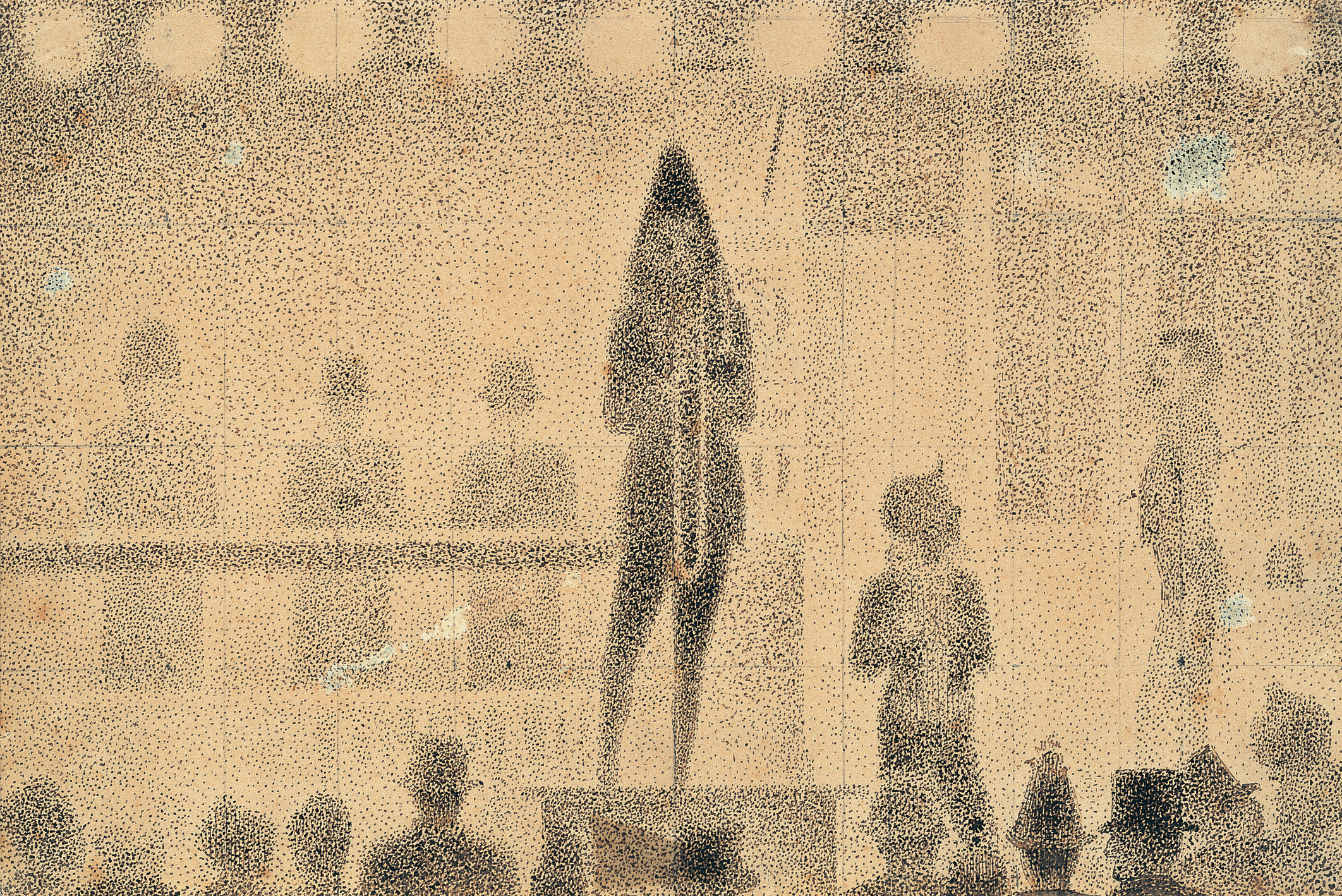
Punktschraffur. Georges Seurat: Zirkusparade, 1887–1888
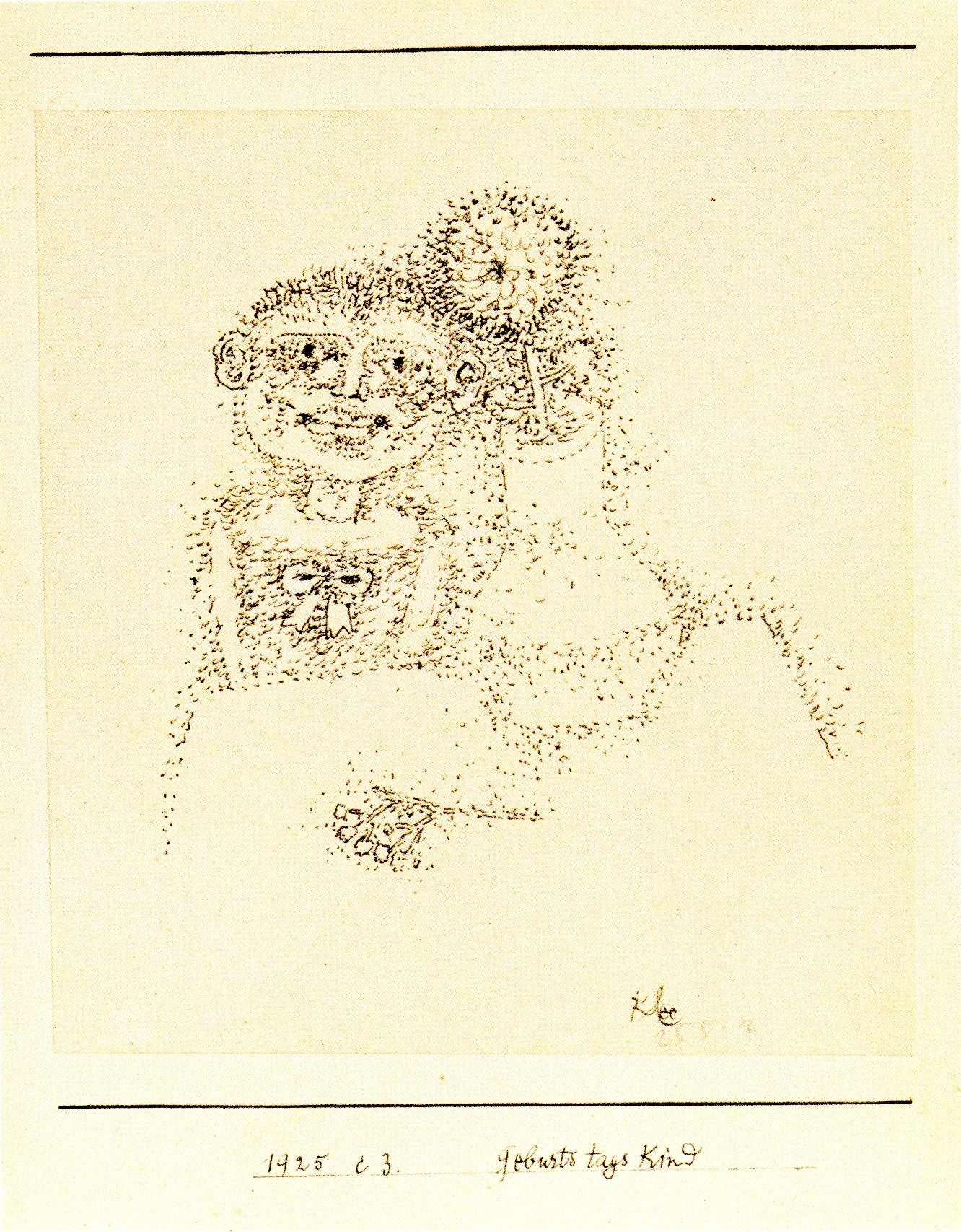
Punktschraffur. Paul Klee: Geburtstags Kind, 1925
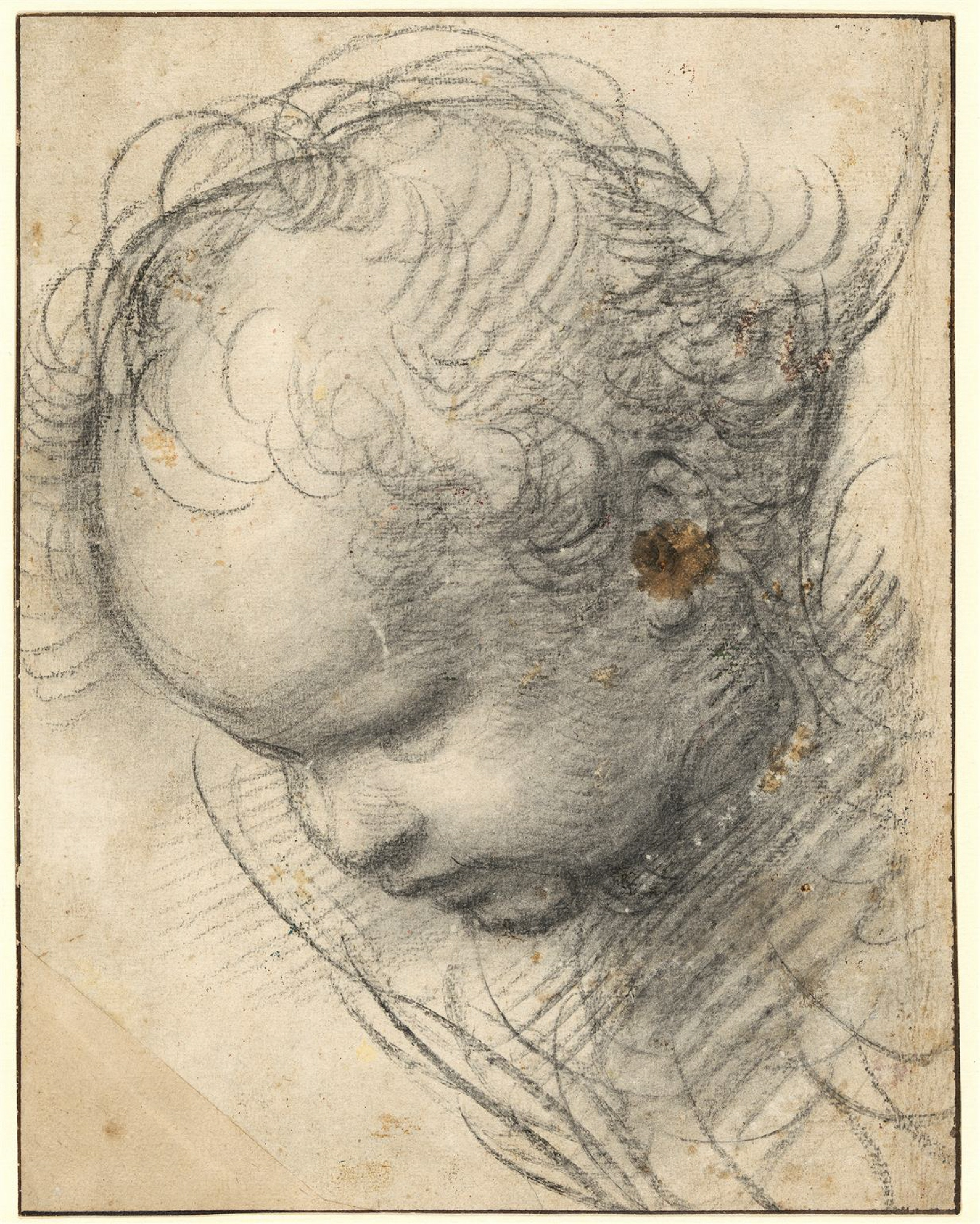
Parallelschraffur und Schummern. Raffael: Kopf eines Cherubs, um 1509
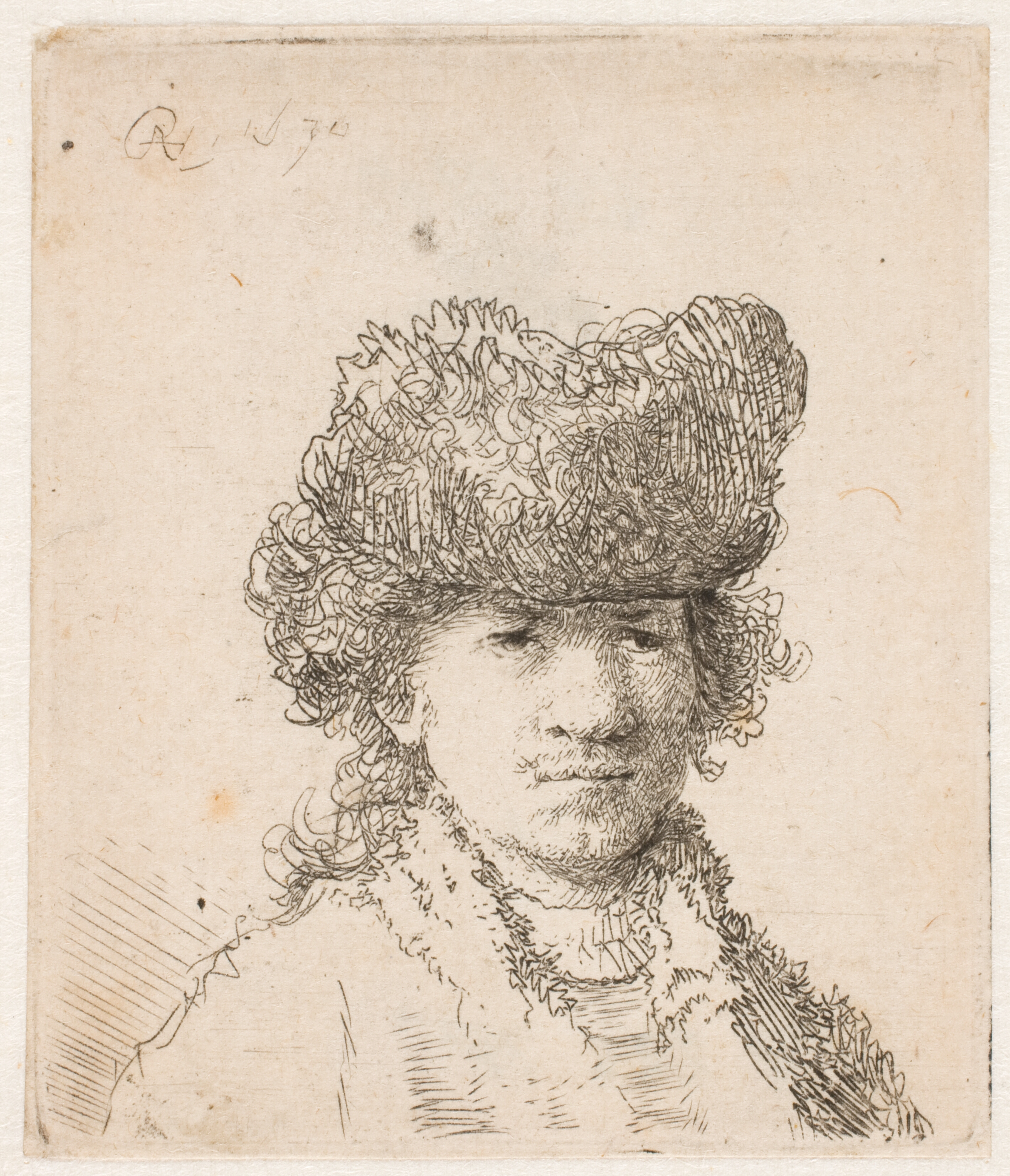
Parallel- und Kritzelschraffur. Rembrandt van Rijn: Selbstporträt mit Pelzhut, 1630